# Diocèse de Teófilo Otoni

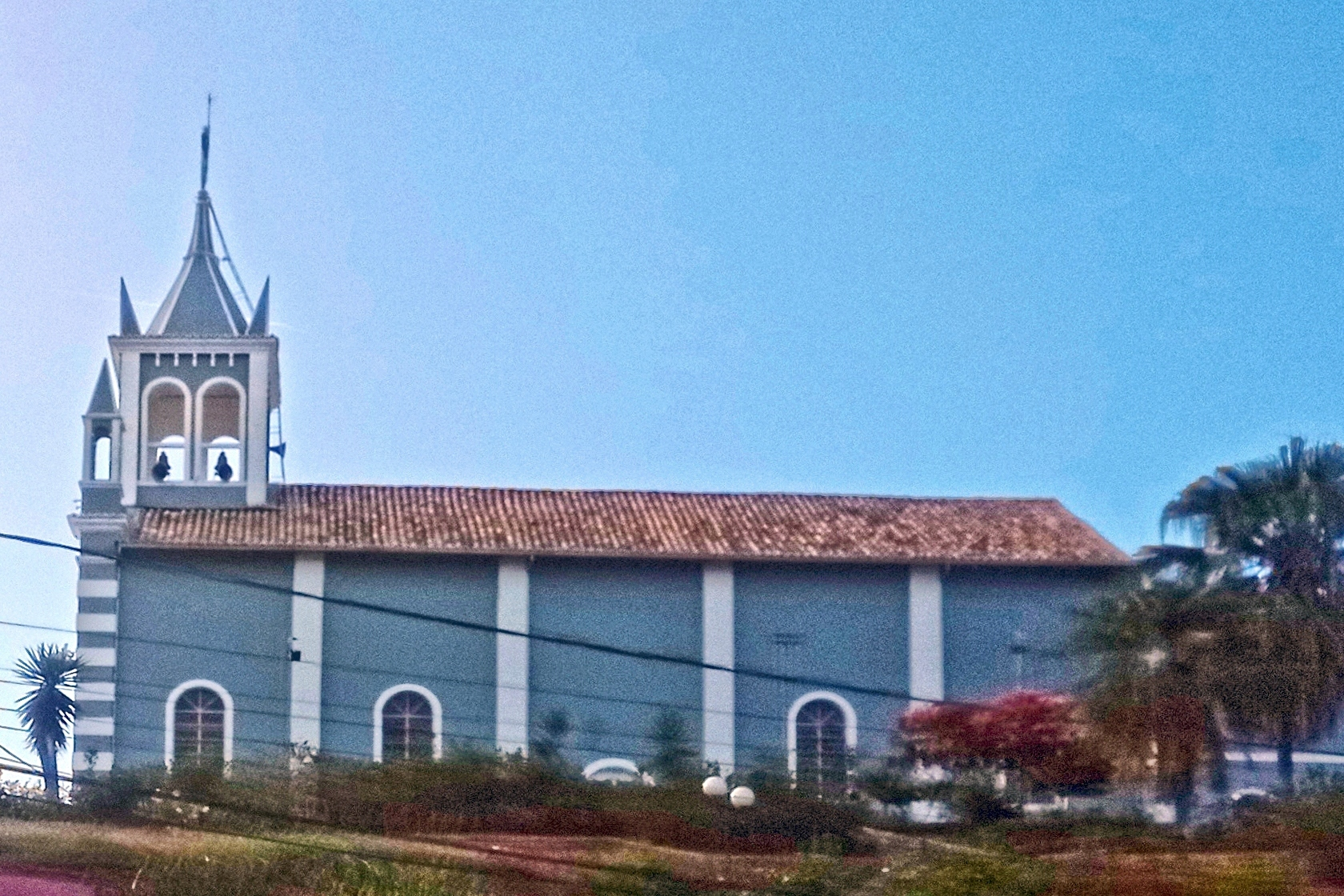
Cathédrale de l'Immaculée-Conception de Teófilo Otoni.

Le diocèse de Teófilo Otoni (en latin, Dioecesis Otonipolitana) est une circonscription ecclésiastique de l’Église catholique au Brésil.
Son siège se situe dans la ville de Teófilo Otoni, dans l’État du Minas Gerais. Créé en 1960, il est suffragant de l’archidiocèse de Diamantina et s’étend sur 25 376 km2.
Son évêque depuis 2018 est Mgr Messias dos Reis Silveira.
|  |  |